# The Byrds Play Dylan
The Byrds Play Dylan è una raccolta del gruppo folk rock statunitense The Byrds, pubblicata nel 1980. Contiene una selezione di cover di brani di Bob Dylan eseguite dai Byrds nel corso degli anni.

## Tracce
1. Mr. Tambourine Man - 2:21
2. All I Really Want to Do - 2:05
3. Chimes of Freedom - 3:51
4. Spanish Harlem Incident - 1:59
5. The Times They Are A-Changin' - 2:20
6. Lay Down Your Weary Tune - 3:32
7. My Back Pages - 3:10
8. You Ain't Going Nowhere - 2:36
9. Nothing Was Delivered - 3:20
10. This Wheel's on Fire - 4:48 - (Bob Dylan/Rick Danko)
11. It's All Over Now, Baby Blue - 4:56
  - Da Ballad of Easy Rider
12. Lay Lady Lay - 3:17
13. Positively 4th Street - 3:03

### Ristampa del 2002
1. All I Really Want to Do - 2:04
2. Chimes of Freedom - 3:51
3. It's All Over Now, Baby Blue - 3:04
  - Registrata dalla formazione originale nel 1965
4. Lay Down Your Weary Tune - 3:31
5. Lay Lady Lay - 3:17
6. Mr. Tambourine Man - 2:31
7. My Back Pages - 3:09
8. Nothing Was Delivered - 3:24
9. Positively 4th Street - 3:10
10. Spanish Harlem Incident - 1:59
11. The Times They Are a-Changin' - 2:18
12. This Wheel's on Fire - 4:45 - (Bob Dylan/Rick Danko)
13. You Ain't Going Nowhere - 3:08
14. It's Alright, Ma (I'm Only Bleeding) - 3:03
15. Just Like a Woman - 3:55
16. Lay Lady Lay - 3:18
17. The Times They Are a-Changin' (early version) - 1:54
18. Mr. Tambourine Man (Live) - 2:30
19. Chimes of Freedom (Live) - 3:24
20. Paths of Victory - 3:09